# Henry Brandon (Schauspieler)

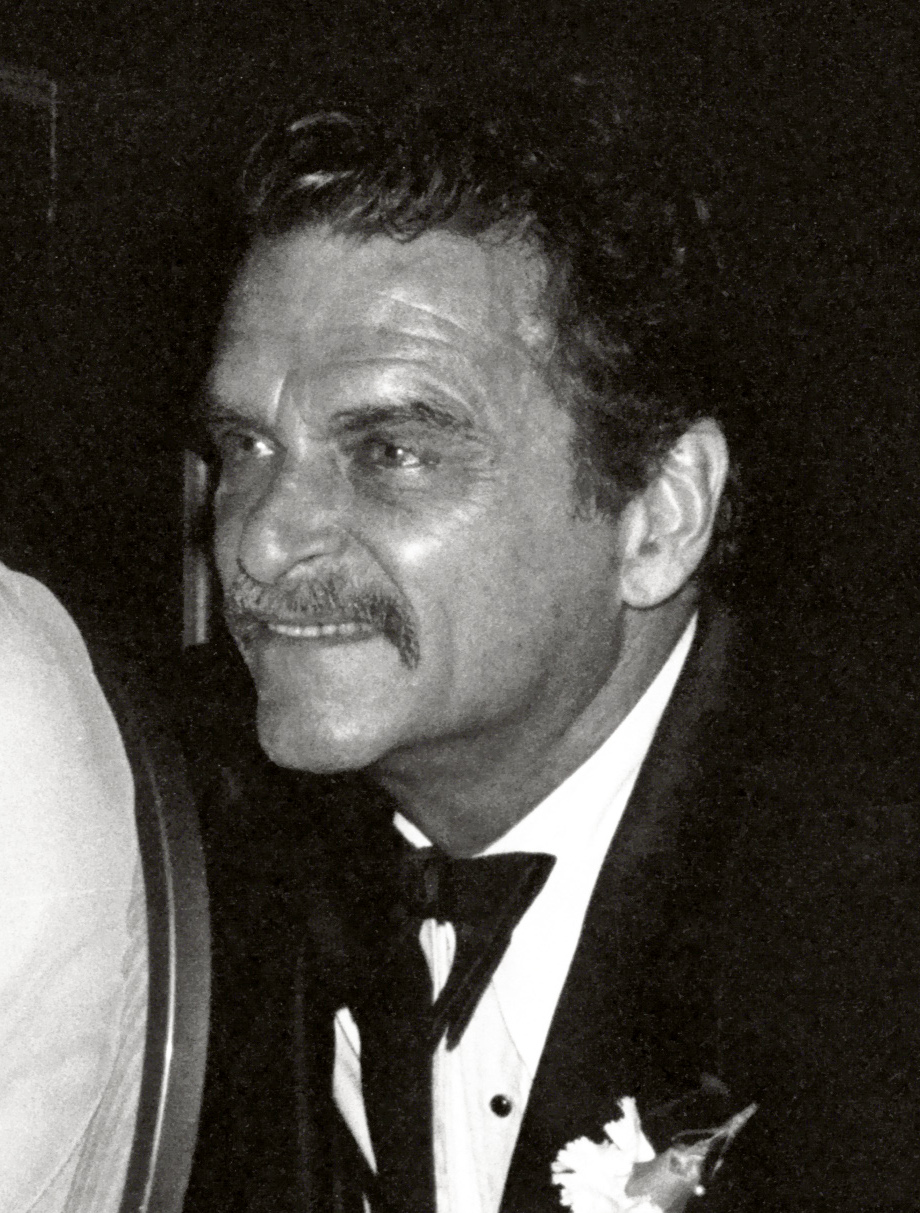
Henry Brandon bei der National Film Society Convention (1979)

Henry Brandon (eigentlich Heinrich von Kleinbach; * 8. Juni 1912 in Berlin; † 15. Februar 1990 in Los Angeles, Kalifornien) war ein deutschamerikanischer Schauspieler, der auf exotische Schurkenrollen spezialisiert war.

## Leben
Henry Brandon wurde als Heinrich von Kleinbach in Berlin geboren. Schon als Kind wanderte er mit seinen Eltern in die Vereinigten Staaten aus, sodass er in seinen Rollen ohne deutschen Akzent sprechen konnte. Er studierte Schauspiel am Pasadena Community Playhouse und fing seine Schauspielkarriere auf der Bühne an. Er trat am Broadway auf und tat dies auch, als seine Filmkarriere bereits erfolgreich lief. Sein Leinwanddebüt gab er 1932 mit einer kleinen Rolle in Im Zeichen des Kreuzes. Entdeckt wurde er vom Produzenten Hal Roach, der ihn 1934 für eine größere Rolle im Laurel-und-Hardy-Film Rache ist süß (1934) besetzte. Dabei spielte der erst 21-jährige von Kleinbach einen boshaften Geschäftsmann im Greisenalter und stellte so erstmals seine außergewöhnliche Wandlungsfähigkeit unter Beweis. Im Jahr 1936 nahm Kleinbach dann sein Pseudonym Henry Brandon an, unter dem er fortan auftrat.
Bekannt wurde Brandon durch seine oftmals exotischen Rollen als Indianer, Araber, Inder, Ostasiate oder Türke, wobei er oft die Schurkenrolle übernahm. So spielte er in den 1940er-Jahren die Rolle des Dr. Fu Manchu in dem 15-teiligen Kino-Serial Drums of Fu Manchu. Außerdem verkörperte er Verbrecher und Banditen in zahlreichen kleineren Western dieser Ära. Auf der Bühne stellte er in dem Stück The Drunkard jahrelang den Bösewicht dar. Hochgelobt wurde er auch für seine Darstellung im Broadway-Stück The Lady’s Not for Burning von 1957. Seine markanten Züge waren ein Grund dafür, dass John Ford ihn als Darsteller zweier Indianerhäuptlinge auswählte: In Der Schwarze Falke (1956) spielte er den titelgebenden Häuptling und in Zwei ritten zusammen (1961) war er als Chief Quanah Parker zu sehen. Um nicht auf das Rollenfach des Schurken festgelegt zu werden, versuchte er sich aber auch in positiven Rollen. Ab den 1950er-Jahren übernahm Brandon zahlreiche Gastrollen im Fernsehen.
Bis zu seinem Tod im Jahr 1990 war er auf der Bühne, im Kino und auch im Fernsehen beschäftigt. Henry Brandon verstarb im Alter von 77 Jahren an einem Herzinfarkt. Im Jahr 2018 veröffentlichten Bill Cassara und Richard S. Greene, mit Brandon persönlich bekannte Autoren, die 500-seitige Biografie Henry Brandon: King of the Bogeymen, die ausführlich auf seine Rollen und sein Privatleben eingeht. Laut der Biografie war er von 1941 bis 1946 mit Dolores Brandon verheiratet; aus der Ehe ging ein Sohn hervor. Später führte er über Jahrzehnte bis zu seinem Tod eine Beziehung mit dem Schauspieler Mark Herron (1928–1996), die nur von Herrons kurzer Ehe mit Judy Garland Mitte der 1960er-Jahre unterbrochen wurde.

## Filmografie (Auswahl)
- 1932: Im Zeichen des Kreuzes (The Sign of the Cross)
- 1934: Rache ist süß (Babes in Toyland)
- 1936: Kampf in den Bergen (The Trail of the Lonesome Pine)
- 1936: Große braune Augen (Big Brown Eyes)
- 1936: Der Garten Allahs (The Garden of Allah)
- 1937: Geheimbund Schwarze Legion (Black Legion)
- 1937: Maria Walewska (Conquest)
- 1938: Die kleinen Strolche: Our Gang Follies of 1938
- 1939: Drei Fremdenlegionäre (Beau Geste)
- 1939: Nurse Edith Cavell
- 1940: Die Stunde der Vergeltung (The Son of Monte Cristo)
- 1941: Verfluchtes Land (The Shepherd of the Hills)
- 1941: Blutrache (The Corsican Brothers)
- 1947: Ich kann mein Herz nur einmal verschenken (Northwest Outpost)
- 1948: Der Rächer von Los Angeles (Old Los Angeles)
- 1948: Rebellion im grauen Haus (Canon City)
- 1948: Johanna von Orleans (Joan of Arc)
- 1948: Sein Engel mit den zwei Pistolen (The Paleface)
- 1948: Im Banne der roten Hexe (Wake of the Red Witch)
- 1949: Auf Leben und Tod (The Fighting O’Flynn)
- 1949: Tarzan und das blaue Tal (Tarzans Magic Fountain)
- 1951: Der große Zug nach Santa Fé (Cattle Drive)
- 1951: Dschingis Khan – Die goldene Horde (The Golden Horde)
- 1951: Die Flamme von Arabien (Flame of Araby)
- 1952: Der rote Engel (Scarlet Angel)
- 1952: Karawane westwärts (Wagons West)
- 1952: Herrin der Gesetzlosen (Hurricane Smith)
- 1953: Starr vor Angst (Scared Stiff)
- 1953: König der Piraten (Raiders of the Seven Seas)
- 1953: Die Outrider (Pony Express)
- 1953: Tarzan bricht die Ketten (Tarzan and the She-Devil)
- 1953: Kampf der Welten (The War of the Worlds)
- 1953: Der Tolpatsch (The Caddy)
- 1953: Verschwörung auf Fort Clark (War Arrow)
- 1954: Der Schürzenjäger von Venedig (Casanova’s Big Night)
- 1954: Die Lachbombe (Knock on Wood)
- 1954: Vera Cruz
- 1956: Der Schwarze Falke (The Searchers)
- 1956: Um jeden Preis (Comanche)
- 1956: Bandido
- 1956: Die zehn Gebote (The Ten Commandments)
- 1956: Sturm über Persien (Omar Khayyam)
- 1957: Der Flug zur Hölle (The Land Unknown)
- 1958: König der Freibeuter (The Buccaneer)
- 1958: Die tolle Tante (Auntie Mame)
- 1959: Der Fischer von Galiläa (The Big Fisherman)
- 1961: Zwei ritten zusammen (Two Rode Together)
- 1963: Kapitän Sindbad (Captain Sindbad)
- 1973: Irrsinn der Gewalt (Gentle Savage)
- 1974: Wenn der Nordwind bläst (When the North Wind Blows)
- 1976: Assault – Anschlag bei Nacht (Assault on Precinct 13)
- 1979: Midnight Man (Hard Knocks)
- 1983: Sein oder Nichtsein (To Be or Not to Be)
- 1989: Ein Königreich vor unserer Zeit (Wizards of the Lost Kingdom II)